# Lycieae
Lycieae, tribus iz porodice krumpirovki (pomoćnica (Solanaceae). U njega su do novijih istraživanja uključivana 3 roda; tipični je Lycium

## Nova istraživanja
Tribus Lycieae trenutno uključuje ca. 92 vrste u tri roda. Dva roda čine samo nekoliko vrsta, budući da je Phrodus monotipičan, a Grabowskia uključuje samo četiri vrste. Nasuprot tome, Lycium je jedan od najvećih rodova u porodic, s oko 88 vrsta i preko 95% raznolikosti vrsta u plemenu Lycieae. Prethodne molekularne studije sugerirale su da je Lycium parafiletski i da su vrste Grabowskia ugniježđene unutar Lyciuma. Ove studije su također sugerirale da je rod Grabowskia bio monofiletski, ali su dovodile u pitanje cjelovitost vrsta unutar njega. Isto tako, iako je rod definiran jedinstvenom strukturom ploda, morfologija je od ograničene koristi u razlikovanju vrsta unutar Grabowskie. Ovisno o studiji, Phrodus microphyllus stavljen je ili kao sestra ostatku plemena ili se ugnijezdio unutar Lyciuma. U ovoj studiji uključenui su podaci iz dvije nuklearne regije (zrnato vezana škrobna sintaza i nitrat reduktaza) i četiri plastidne razmaknice (trnH-pbsA, trnDGUC-trnTGGU, rpl32-trnLUAG, ndhF-rpl32) kako bi se jasnije razriješili evolucijski odnosi među rodovima unutar plemena i među vrstama u rodu Grabowskia. Rezultati potvrđuju da je Lycium parafilet i uključuje monofilet Grabowskia. Međutim, uključivanje višestrukih pristupa nekoliko vrsta Grabowskia ne podupire održavanje različitih vrsta u rodu. Osim toga, Phrodus microphyllus je umjereno podržan kao bazalni unutar plemena. S obzirom na ove rezultate, koji su dodatno ojačani morfološkim i citološkim podacima, sinonimizirane su tri vrste Grabowskia s Grabowskia boerhaviifolia i uključujući ovu vrstu u Lycium, koristeći njen bazionim, Lycium boerhaviifolium L. f. Dodatno, je prenesen Phrodus microphyllus u rod Lycium, predlažući novu kombinaciju: Lycium bridgesii (Miers) Levin, Miller & Bernardello. Pleme Lycieae sada je monotipno, uključujući jedan rod Lycium.

## Rodovi
1. Grabowskia Schltdl.
2. Lycium L.
3. Phrodus Miers